# Celloconcert (Tüür)
Erkki-Sven Tüür voltooide zijn enige Celloconcert in 1996. Het was zijn eerste compositie in het genre concerto. Later volgden meer met de viool, piano en bijvoorbeeld accordeon als solo-instrument. Het concerto voor cello en orkest van Tüür is in één deel gecomponeerd. Het was volgens opgave van de componist niet de bedoeling de cellist zijn virtuositeit te laten zien en horen, maar meer een beweging van de celloklank tegenover de qua klank "bewegende" achtergrond.
Het celloconcert had een goede start op 4 maart 1997 met cellomaestro en opdrachtgever David Geringas als solist, begeleid door het Kamerorkest van Lausanne onder leiding van Rüdiger Bohn.    
Tüür hield de begeleiding klein van opzet:
- solocello
- 1 dwarsfluit, 1 hobo, 1 klarinet, 1 fagot
- 1 hoorn, 1 trompet
- 1 vibrafoon
- violen, altviolen, celli, contrabassen